# Яковианская эпоха
Эпоха Якова (англ. Jacobean era) — условное название периода английской и шотландской истории, совпадающее с правлением короля Якова VI (годы правления: 1567—1625), правителя Шотландии, унаследовавшего также корону Англии в 1603 году как Яков I. Эпоха Якова сменила собой эпоху Елизаветы и предшествовала эпохе Карла и обозначает стиль архитектуры, изобразительного и декоративно-прикладного искусства и литературы этих лет, а также их важнейшие события.
В английском языке эпоха получила название Jacobean era, так как Jacobus является латинской формой английского имени Джеймс (англ. James).
Реальное, а не формальное объединение Англии и Шотландии под властью одного правителя было событием первостепенной важности для обеих наций, которые продолжают жить при таком порядке вещей и поныне. Ещё одним важнейшим историческим событием периода стало создание первой британской колонии на североамериканском континенте — в Джеймстауне, современный штат Вирджиния, в 1607 году, а затем — создание колоний в Ньюфаундленде в 1610 году и основание Плимутской колонии в современном Массачусетсе в 1620 году, которые заложили основу для будущих британских колоний в Северной Америке и создания впоследствии государств США и Канады.
Свадьба дочери Якова Елизаветы Стюарт и Фридриха V, курфюрста Пфальцского 14 февраля 1613 года стала важным событием, повлиявшим на развитие истории Европы. Избрание пары королём и королевой Богемии спровоцировал конфликт, обозначивший начало Тридцатилетней войны. Решение Якова о невмешательстве в военный конфликт считается одним из самых значительных и позитивных аспектов его правления.
Наиболее известным событием эры Якова стал Пороховой заговор Гая Фокса.